# Synbranchiformes
Los Synbranchiformes (simbranquiformes) son un orden de peces Teleósteos, prácticamente todas las especies son de agua dulce (existen sólo tres especies marinas). Su nombre procede del griego: aktis (rayo, relámpago, trueno) + pterygion (diminutivo de ala o aleta).
Aparecen por última vez en el registro fósil en el Mioceno medio, durante el Terciario tardío.

## Morfología
Las especies de esta familia se caracterizan por presentar las hendiduras branquiales unidas ventralmente constituyendo una sola hendidura transversal. El cuerpo es alargado anguiliforme y carente de aletas pares.

## Familias
Existen tres familias agrupadas en dos subórdenes:
- Suborden Mastacembeloidei
  - Chaudhuriidae
  - Mastacembelidae - Anguilas espinosas
- Suborden Synbranchoidei
  - Synbranchidae - Anguilas de lodo

## Imágenes

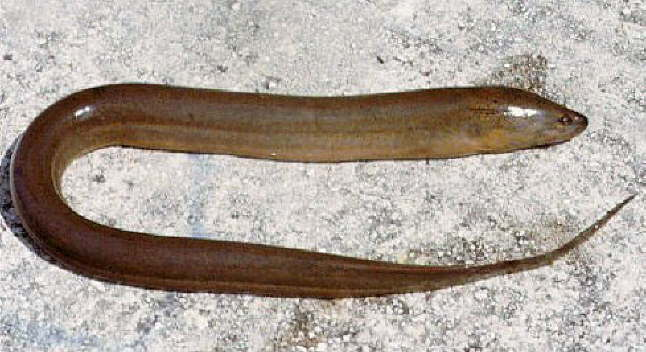
Monopterus albus
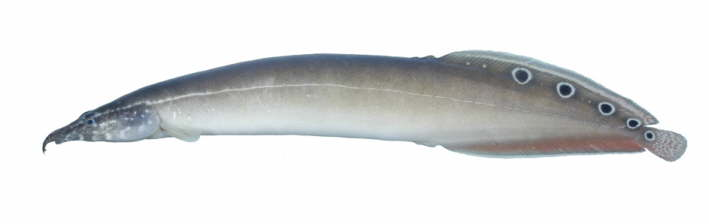
Macrognathus siamenis
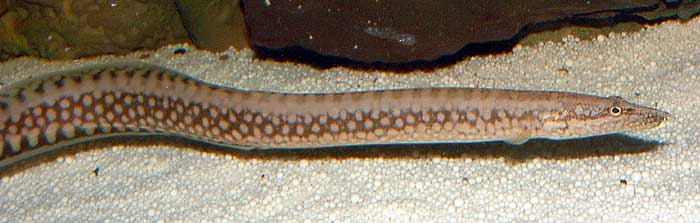
Mastacembelus moorii
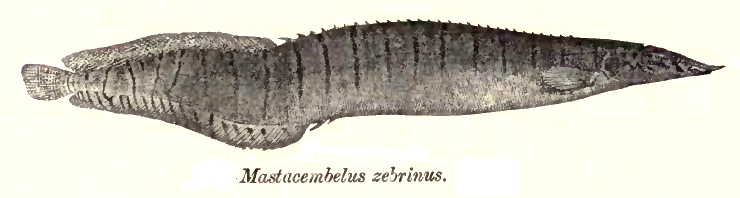
Macrognathus zebrinus